# Svezia all'Eurovision Young Musicians
La Svezia ha debuttato all'Eurovision Young Musicians 1986, svoltosi a Copenaghen, in Danimarca. 

## Partecipazioni
- Primo posto
- Secondo posto
- Terzo posto

| Anno                            | Artista              | Strumento    | Canzone | Posizione           | Posizione           |
| Anno                            | Artista              | Strumento    | Canzone | Finale              | Semifinale          |
| ------------------------------- | -------------------- | ------------ | --- | ------------------- | ------------------- |
| 1986                            | Peter Jablonski      | Pianoforte   | N.A. | Non qualificata     | Non qualificata     |
| 1988                            | Henrik Peterson      | Violino      | N.A. | Non qualificata     | Non qualificata     |
| 1990                            | Fedrik Fors          | Clarinetto   | N.A. | Non qualificata     | Non qualificata     |
| Nessuna partecipazione nel 1992 |                      |              | |                     |                     |
| 1994                            | Malin Broman         | Violino      | 1) Concerto per Violino in A minore, Op.53, parte III, di Anton Dvorak | 3º                  | N.A.                |
| Nessuna partecipazione nel 1996 |                      |              | |                     |                     |
| 1998                            | David Sjögren        | Violino      | 1) Concerto per Violino, 3° Movimento, di Peter Tchaikovsky | F                   | N.A.                |
| Nessuna partecipazione nel 2000 |                      |              | |                     |                     |
| 2002                            | Jacob Korányi        | Violoncello  | N.A. | Non qualificata     | Non qualificata     |
| 2004                            | Andrej Power         | Violino      | N.A. | Non qualificata     | Non qualificata     |
| 2006                            | Andreas Brantelid    | Violoncello  | 1) Concerto per Violoncello e Orchestra, 1° Movimento, di Joseph Haydn | 1º                  | N.A.                |
| 2008                            | Maria Verbaite       | Pianoforte   | 1) Sonata in C-Dur Hob, XVI:50, di Joseph Haydn 2) Studio per Piano in Accenti misti, di Ruth Crawford Seeger 3) Islamey: Fantasia Orientale Mily Balakirev                     | Non qualificata     | Non qualificata     |
| 2010                            | Mattias Hanskov Palm | Contrabbasso | N.A. | Non qualificata     | Non qualificata     |
| Nessuna partecipazione nel 2012 |                      |              | |                     |                     |
| 2014                            | Albin Uusijärvi      | Viola        | 1) Romanze, op. 85, di Max Bruch 2) Concerto per viola, 2° movimento, di William Walton (Serata finale)                                                                         | F                   | Niente semifinali   |
| 2016                            | Eliot Nordqvist      | Pianoforte   | 1) Concerto per Pianoforte, No. 2 in G minore, Op. 22, Andante sostenuto, di Camille Saint-Saëns                                                                                | F                   | Niente semifinali   |
| 2018                            | Johanna Ander Ljung  | Arpa         | 1) Improvvisazione per Arpa, Op. 10, di William Mathias 2) Allemande per Suite No. 5 in F, di Jean-Baptiste Loeillet of London 3) Féerie - Prelude et Dance, di Marcel Tournier | Non qualificata     | Non qualificata     |
| 2020                            | Tekla Nilsson        | Clarinetto   | Edizione cancellata | Edizione cancellata | Edizione cancellata |
| 2022                            | Lukas Flink          | Trombone     | 1) 1° motivo dal Concerto per trombone di Henri Tomasi | F                   | Niente semifinali   |
| 2024                            | Hugo Svedberg        | Violoncello  | 1) 1° movimento dal Concerto per violoncello in Re maggiore di Franz Joseph Haydn                                                                                               | 2°                  | Niente semifinali   |